# Tit I
Tit I (en llatí: Titus, en grec antic: Τίτος) mort l'any 272, va ser bisbe de Bizanci probablement de l'any 242 al 272. El seu nom consta de diverses maneres als llistats conservats de patriarques, per exemple Titon, l'anomena Nicèfor Cal·list Xantopul, i en altres llistes es parla de Traton. Algunes llistes diuen que va ser bisbe de Bizanci durant trenta-cinc anys, i no trenta, com es creu oficialment.
Durant el seu mandat hi va haver les persecucions dels cristians per part dels emperadors Deci, Trebonià Gal i Valerià. Va succeir Eugeni I de Bizanci i el va succeir Domeci. El Sinaxari diu que la seva festa es celebra el 4 de juny.